# De Markt
De Markt is een televisieprogramma op VRT 1 met duiding bij de economische actualiteit in België, Europa en de wereld. Tot en met 2017 heette het programma De vrije markt. Sinds september 2019 is Kerlijne Everaet de presentatrice van het programma. Ze volgde Sven Pichal op, die het programma een jaar presenteerde. Everaet viel toen ook al in. Tussen midden 2015 en midden 2018 was Lieven Verstraete de presentator, die het programma nadien nog sporadisch presenteerde. Het werd sinds 2007 gepresenteerd door Guy Janssens, aanvankelijk nog in copresentatie met Paul D'Hoore, die datzelfde jaar nog de VRT verliet. Verstraete volgde Janssens op toen die laatste met pensioen ging.
De Markt is elke zaterdag te zien voor het VRT NWS journaal van 13 uur. Aanvankelijk duurde het programma 15 minuten, maar in het najaar van 2013 werd dat verlengd tot 25 minuten. Het programma werd toen ook aangevuld met een vaste rubriek door VRT-journalisten Steven Rombaut of Michaël Van Droogenbroeck.